# Artaixat
Artaixat (en armeni, Արտաշատ [ɑɾtɑˈʃɑt]) és una ciutat que és el centre administratiu del municipi d'Artaixat i de la província d'Ararat, d'Armènia. Està localitzada a la ria del riu Azat, a la Plana de l'Ararat, a 30 km al sud-est de Yerevan.
Originàriament, Artaixat era un poble anomenat Ghamalu que fou establert per migrants armenis d'Iran durant els anys 1828 - 29. A principis del segle XX va esdevenir una ciutat. El 1945 va ser reanomenada amb el nom d'Artaixat, ja que les ruines de l'antiga ciutat d'Artàxata estan situades a 8 km al sud-est de la ciutat. L'any 1946 rep l'estatus d'assentament urbà i el 1962, de ciutat. Això fa que als següents anys hagi tingut un creixement industrial.
Artaixat està logalitzada en l'altipla Yerevan-Gorís-Stepanakert i és travessada per la línia de ferrocarril, actualment inoperativa Yerevan-Nakhchivan-Bakú i Nakhchivan-Tabriz. Segons el cens del 2022, té 19.020 habitants.

## Topònim
L’Artaixaat modern rep el nom de l’antiga ciutat d’Artàxata (també coneguda, les ruïnes de la qual es troben aproximadament vuit quilòmetres al sud-est de la ciutat actual. L’antiga Artàixata fou la capital del Regne d’Armènia durant prop de 350 anys, amb algunes interrupcions, després de la seva fundació l’any 176 aC. Reb el seu nom del seu fundador, el rei Artaxes I, fundador de la dinastia Artàxida. L’etimologia del topònim té origen en les llengües iraniques. Es pot interpretar com a ‘l’alegria d’Arta (veritat)’, encara que en realitat es tracta d’una forma abreujada de Artaxšas-šāt, que significa ‘l’alegria d’Artaixes’. L’antiga Artaixat també era coneguda com a Ostan Hayots’, és a dir, ‘la cort o seu dels armenis’, denominació que també designava el cantó administratiu on s’ubicava. L’assentament modern fou originàriament un poble anomenat Ghamarlu (procedent del turc, i popularment interpretat com ‘semblant a la lluna’ o ‘il·luminat per la lluna’) o Verin Ghamarlu (‘Ghamarlu superior’) fins que fou rebatejat amb el nom d’Artaixat l’any 1945.

## Geografia i clima
Artaixat és situada a la part central de l’Armènia actual, ocupant la zona sud-oriental de la plana d’Ararat, a només 3,5 quilòmetres a l’est del riu Araxes, a la frontera entre Armènia i Turquia. La ciutat es troba a la riba esquerra del riu Azat. Amb una altitud aproximada de 830 metres sobre el nivell del mar, el municipi està dominat pel massís de Ieranos al nord, les muntanyes de Gegham, Dahnak i Mzhkatar a l’est, i la serralada  d’Urts al sud-est.
En l’actualitat, Artaixat es divideix en quatre districtes: Novruzlu, Kentron, Ghamarlu i el Districte Sud-occidental. Prop de la meitat de la població resideix en aquest darrer. La ciutat està envoltada pels pobles de Mrgavan al nord, Vostan a l’est i Shahumyan al sud.

### Clima
Artaixat té un clima semiàrid (estèpic fred) segons la classificació climàtica de Köppen (BSk), tot i que es troba molt proper al límit amb el clima àrid fred (BWk).

## Població i religió
La majoria de la població d'Artaixat són armenis que van migrar des dels districtes de Khoy i Salmas, d'Iran, després de la Guerra russo-persa de1826-1828. Són cristians armenis que estan sota la diòciesi d'Ararat.
El 2015 es va consagrar la nova església de Sant Hovhannes.
A artaixat també hi viuen comunitats d'assiris i russos.
L'evolució de la població d'Artaixat des del 1945 és la següent:
| Any  | Habitants |
| ---- | --------- |
| 1945 | 4.200     |
| 1959 | 7.277     |
| 1974 | 14.905    |
| 1976 | 16.774    |
| 1989 | 32.000    |
| 2001 | 22.600    |
| 2011 | 22.269    |
| 2016 | 18.700    |
| 2022 | 19.020    |

## Història
Segons el Diccionari de Toponímia de l’Armènia i dels Territoris Adjacents, l’indret on avui s’aixeca la ciutat moderna d’Artaixat estava deshabitat abans de la conquesta del territori per part de l’Imperi Rus l’any 1828. El nou poble de Ghamarlu (o Verin Ghamarlu) fou fundat en aquest lloc entre els anys 1828 i 1829 per armenis procedents dels districtes de Khoy i Salmas, a l’Iran. A finals del segle XIX i principis del segle xx, Ghamarlu s’havia convertit en una població important, on es desenvolupaven activitats agrícoles com l’horticultura, el conreu del cotó i la viticultura. El poble produïa aiguardent armeni de manera artesanal i disposava d’un celler fundat l’any 1904. Aquestes activitats econòmiques experimentaren un declivi entre 1914 i 1920.
L’any 1930 fou creat el districte de Ghamarlu, amb el poble de Ghamarlu com a centre administratiu. El 1945, tant el poble com el districte adoptaren oficialment el nom d’Artaixat. L’any següent, 1946, el poble adquirí l’estatus d’assentament de tipus urbà, i el 1948 es redactà un pla urbanístic per a la ciutat. El 1962, Artashat rebé la categoria de "ciutat de subordinació distrital" i fou reurbanitzada el 1968. Els antics pobles de Nerkin (Ghamarlu Inferior) i Novruzlu foren integrats dins del terme municipal. L’any 1970, Artaixat obtingué l’estatus de "ciutat de subordinació republicana".
Durant el període soviètic, i especialment després de la Segona Guerra Mundial, la ciutat experimentà un procés d’industrialització i es convertí en un centre industrial, amb un èmfasi particular en la indústria alimentària i la producció de materials de construcció. Finalment, l’any 1995, amb l’aprovació de la nova llei d’organització territorial de la República d’Armènia, Artashat esdevingué la capital de la recentment constituïda província d’Ararat.

## Cultura
Artaixat té un palau de cultura i el centre cultural Charles Aznavour, el teatre Amo Kharazyan i la biblioteca pública Ohan Chubaryan.
El 2004 s'inaugurà un parc d'oci al centre de la ciutat, on s'hi celebren concerts i shows musicals.
Durant els esdeveniments dedicats al 1600è aniversari de la invenció de l'alfabet armeni, escultors de tot el país i de la diàspora van crar molta monuments al centre de la ciutat.

## Infraestructura i transports
La ciutat és connectada per l'autopista M-2 amb Yerevan i el sud d'Armènia, fins la frontera amb l'Iran. Durant els anys soviètics, tenia una estació de ferrocarril de la línia que connectava Yerevan amb la República Autònoma del Nakhtxivan, un enclavament de l'Uzbekistan.

## Educació i esports
El 2016, Artaixat té 6 escoles públiques, 7 llars d'infants, una escola de música, 1 d'art i 2 escoles esportives.
El 1960 es va inaugurar l'estadi municipal de futbol. El 1982 es va funda el FC Dvin Artashat, que es va dissoldre el 1999.

## Ciutats agermanades
Artaixat està agermanada amb les següents ciutats:
- Clamart, France (2003)
- Pestszentlőrinc-Pestszentimre (Budapest), Hungary (2003) - 18è districte de Budapest.

## Personalitats notables
- Sergo Karapetyan, polític i antic ministre d'agricultura.
- Varuzhan Yepremyan, pintor.
- Gegham Kadimyan, futbolista.
- Arayik Gevorgyan, lluitador.
- Anna M. Sargsyan, escaquista.
- Gilbert Pogosyan, antic jugador de futbol professional.